# Пирс, Линкольн
Линкольн Пирс (англ. Lincoln Peirce, предпочитает произносить свою фамилию как «Пёрс», род. 23 октября 1963, штат Айова, США) — американский автор комиксов и детский писатель, автор серии иллюстрированных детских книг и комиксов «Большой Нейт» (en:Big Nate). Живёт в г. Портленд в штате Мэн с женой и двумя детьми, периодически выступает с лекциями о создании комиксов.
Изучал искусство в колледже Колби в Уотервилле (штат Мэн), тогда же начал создавать комиксы. Также обучался в Скаухеганской школе художественного мастерства и скульптуры. После этого в течение 3 лет преподавал бейсбол и искусство в одной из старши школ Нью-Йорка. В настоящее время играет в хоккей в «ветеранской лиге» и пишет, что в детстве очень любил этот вид спорта.